# Asta Nielsen
Pour les articles homonymes, voir Nielsen.
Asta Nielsen, née le 11 septembre 1881 à Copenhague et morte le 24 mai 1972 à Frederiksberg, est une actrice danoise du cinéma muet. Elle est souvent considérée comme la première grande star européenne.

## Biographie
Elle est née en 1881 à Copenhague dans un milieu très modeste, et devient orpheline à 15 ans. Mais elle réussit à entrer dans l'école royale de théâtre de Copenhague.

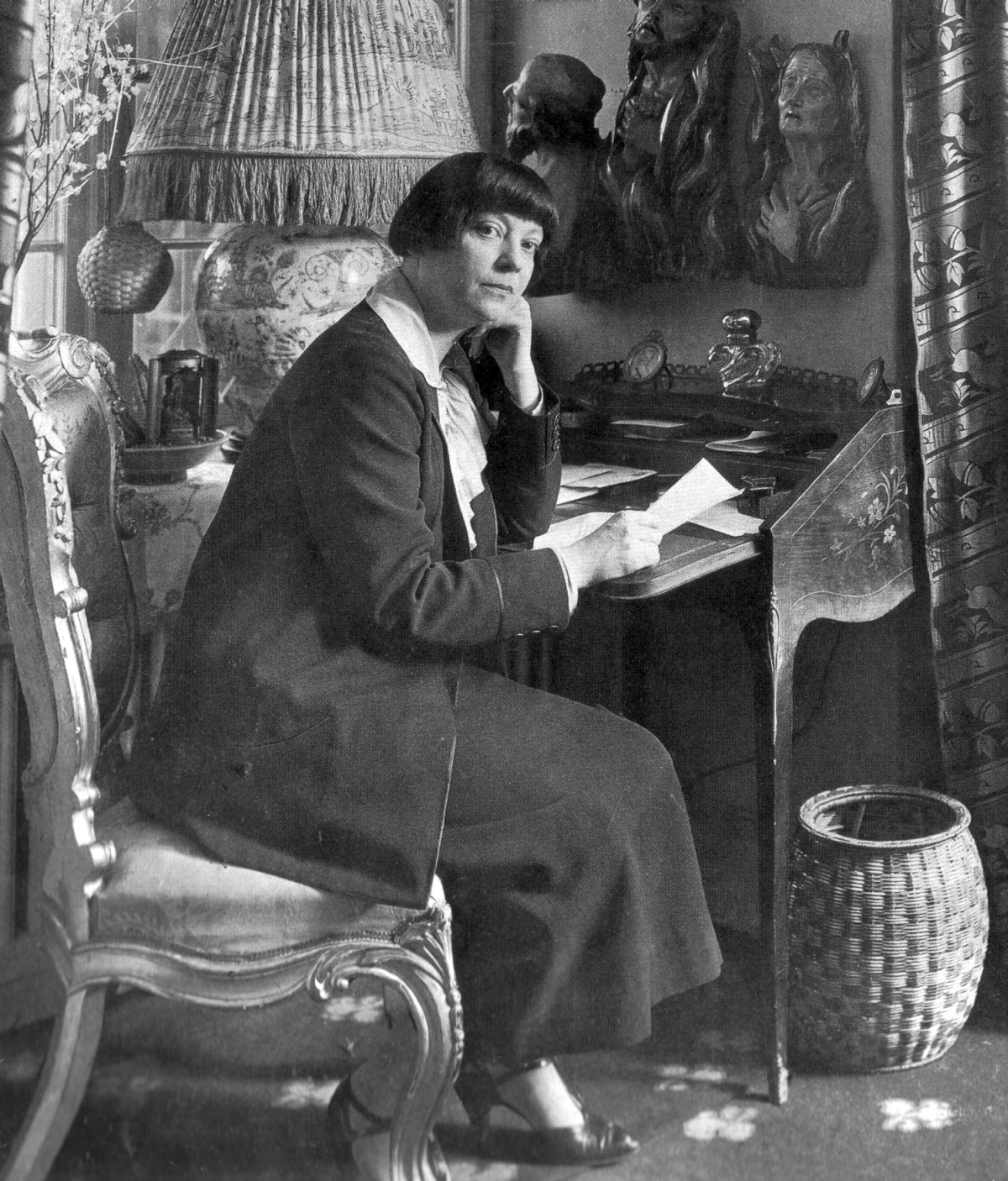
Asta Nielsen dans son appartement berlinois en 1925

N'obtenant pas dans un premier temps de rôle la satisfaisant, elle intègre une troupe ambulante, et acquiert un début de notoriété en Scandinavie. En 1901, elle donne naissance à un enfant sans être mariée ce qui fait scandale. En 1910, elle rencontre le réalisateur Urban Gad.
Son premier film au Danemark, L'Abîme, sorti cette même année 1910 et dont le scénariste et réalisateur est Urban Gad, la fait connaître. Elle part ensuite en Allemagne avec Urban Gad pour y continuer sa carrière, et ils se marient en 1912. Première grande vedette du cinéma européen et sex-symbol des années 1910 et 1920,, elle est alors plus célèbre que Greta Garbo, avec qui elle partage l'affiche en 1924 de La Rue sans joie (Die freudlose Gasse) de Georg Wilhelm Pabst. Parmi ses rôles les plus marquants : un Hamlet travesti dans un film de Svend Gade et Heinz Schall (1920). Sa réputation de femme fatale et de « premier sex-symbol» doit beaucoup à sa danse très sexy dans un film muet de 1910 L'Abîme.
Elle a joué dans près de 80 films de 1910 à 1932. Sa carrière ne survit toutefois pas à la fin du muet et à l'arrivée des nazis au pouvoir, en Allemagne. Elle tourne un seul film parlant en 1932. Elle se voit proposer par Goebbels de monter et diriger son propre studio puis rencontre Hitler qui tente de la convaincre de refaire du cinéma en évoquant le rôle politique que pourrait avoir son charisme à l'écran. Elle décline l'offre et préfère retourner au Danemark.
Elle écrit des articles sur l'art, se consacre à la peinture et rédige son autobiographie
Décédée à l'âge de 90 ans des suites d'une fracture du col du fémur, elle est enterrée au cimetière Vestre à Copenhague.

## Filmographie (extrait)
- 1910 : L'Abîme (Afgrunden) d'Urban Gad
- 1912 : Zu Tode gehetzt d'Urban Gad
- 1912 : Der Tontentanz d'Urban Gad
- 1913 : La Mort à Séville (Der Tod in Sevilla) d'Urban Gad
- 1913 : Die Suffragette d'Urban Gad
- 1918 : Die Börsenkönigin d'Edmund Edel
- 1919 : Vers la lumière (Mod lyset) de Holger-Madsen
- 1920 : Der Reigen de Richard Oswald
- 1921 :  Hamlet, de Svend Gade et Heinz Schall : Hamlet
- 1922 : Fräulein Julie de Felix Basch :
- 1923 : Loulou (en) (Erdgeist) de Leopold Jessner : Loulou
- 1923 : I.N.R.I., de Robert Wiene : Marie-Madeleine
- 1924 : La Rue sans joie (Die Freudlose Gasse), de Georg Wilhelm Pabst : Marie Lechner
- 1925 : Les Bouddhas vivants (Lebende Buddhas) de Paul Wegener
- 1927 : La Tragédie de la rue (Dirnentragödie), de Bruno Rahn
- 1927 : Laster der Menschheit de Rudolf Meinert
- 1932 : Unmögliche Liebe d'Erich Waschneck